# Papa Severino
Severino (Roma, ... – Roma, 2 agosto 640) è stato il 71º papa della Chiesa cattolica dal 638 fino alla sua morte.

## Biografia
Romano di nascita, figlio di tale Abenio (o Labieno), Severino venne eletto il terzo giorno dopo la morte del suo predecessore, ed inviati vennero mandati a Costantinopoli, per ottenere la conferma della sua elezione nell'ottobre 638. L'Imperatore Eraclio però, invece di dare la conferma, ordinò a Severino di firmare la sua Ekthesis, una professione di fede monotelita, con la quale l'imperatore tentava di chiudere una controversia teologica che si trascinava da qualche anno. Severino si rifiutò, e venne tenuto lontano dalla Sede Papale per quasi due anni, durante i quali il tesoro del Palazzo del Laterano fu saccheggiato, dando fondo a tutte le ingenti ricchezze che papa Onorio I era riuscito faticosamente a mantenere integre.
In mancanza di un magister militum a Roma, le funzioni di amministratore della milizia bizantina in città erano state assunte dal cartulario Maurizio (il cui ruolo era, in realtà, più semplicemente quello di amministratore dell'erario bizantino) il quale, approfittando del malcontento delle truppe che non venivano pagate da diverso tempo, accusò il precedente papa Onorio I di essersi indebitamente appropriato del denaro inviato da Costantinopoli come paga della truppa per costruire e rimodernare chiese, e di aver arricchito il tesoro pontificio. La milizia non aveva bisogno di altri incoraggiamenti, e pose l'assedio al Palazzo del Laterano dove era custodito il tesoro e che, privo di adeguata difesa, capitolò in tre giorni. Nel tentativo di dare una parvenza di legalità all'avvenimento, Maurizio convocò da Ravenna l'esarca Isacio per un controllo della situazione. Costui, che si trovava in difficoltà economiche, si precipitò a Roma e protrasse la sua accurata ispezione per otto giorni, durante i quali allontanò i vescovi custodi del tesoro, distribuì la paga arretrata alle truppe e divise il resto del bottino con qualche altro funzionario. Una buona parte fu spedita a Costantinopoli, dove l'imperatore Eraclio I fu ben lieto del dono.
Severino, che da lontano aveva assistito impotente al saccheggio, venne infine insediato il 28 maggio 640, ma morì poco dopo, il 2 agosto dello stesso anno.